# Apollinarij Wasniecow
Apollinarij Michajłowicz Wasniecow (ros. Аполлинарий Михайлович Васнецов) (ur. 25 lipca?/6 sierpnia 1856 we wsi Riabowo koło Wiatki, zm. 23 stycznia 1933 w Moskwie) – rosyjski malarz, historyk sztuki, brat Wiktora Wasniecowa.

## Życiorys
Urodził się w wielodzietnej rodzinie prawosławnego duchownego. W wieku trzynastu lat został zupełnym sierotą. Został przyjęty do seminarium duchownego w Wiatce (od r. 1934 Kirow). Jednocześnie został uczniem przebywającego we Wiatce na zesłaniu polskiego malarza Michała Elwiro Andriollego. 
Po ukończeniu seminarium duchownego za radą starszego brata Wiktora zamieszkał w latach 1872–1875 w Petersburgu, gdzie uczył się malarstwa u brata oraz u malarzy Wasilija Polenowa, Ilii Riepina i rzeźbiarza Marka Antokolskiego.
Pragnąc poświęcić się oświacie ludowej, Wasniecow nie skorzystał z możliwości studiów na petersburskiej Akademii Sztuk Pięknych i w roku 1875 został nauczycielem we wsi Bystrica guberni orłowskiej. Po trzech latach, rozczarowany, wyjechał do brata mieszkającego w Moskwie i całkowicie poświęcił się malarstwu.
Od roku 1883 Apollinarij Wasniecow zaczął uczestniczyć w wystawach grupy pieriedwiżników. 
W latach 1885–1886 Wasniecow podróżował po Rosji i Ukrainie, a w roku 1898 po Francji, Włoszech i Niemczech.
W roku 1900 został członkiem petersburskiej Akademii Sztuk Pięknych.
W latach 1901–1918 prowadził klasę malarstwa pejzażowego w Moskiewskiej Szkole Malarstwa, Rzeźby i Architektury.
W roku 1918 kierował Komisją Badań Dawnej Moskwy.

## Galeria

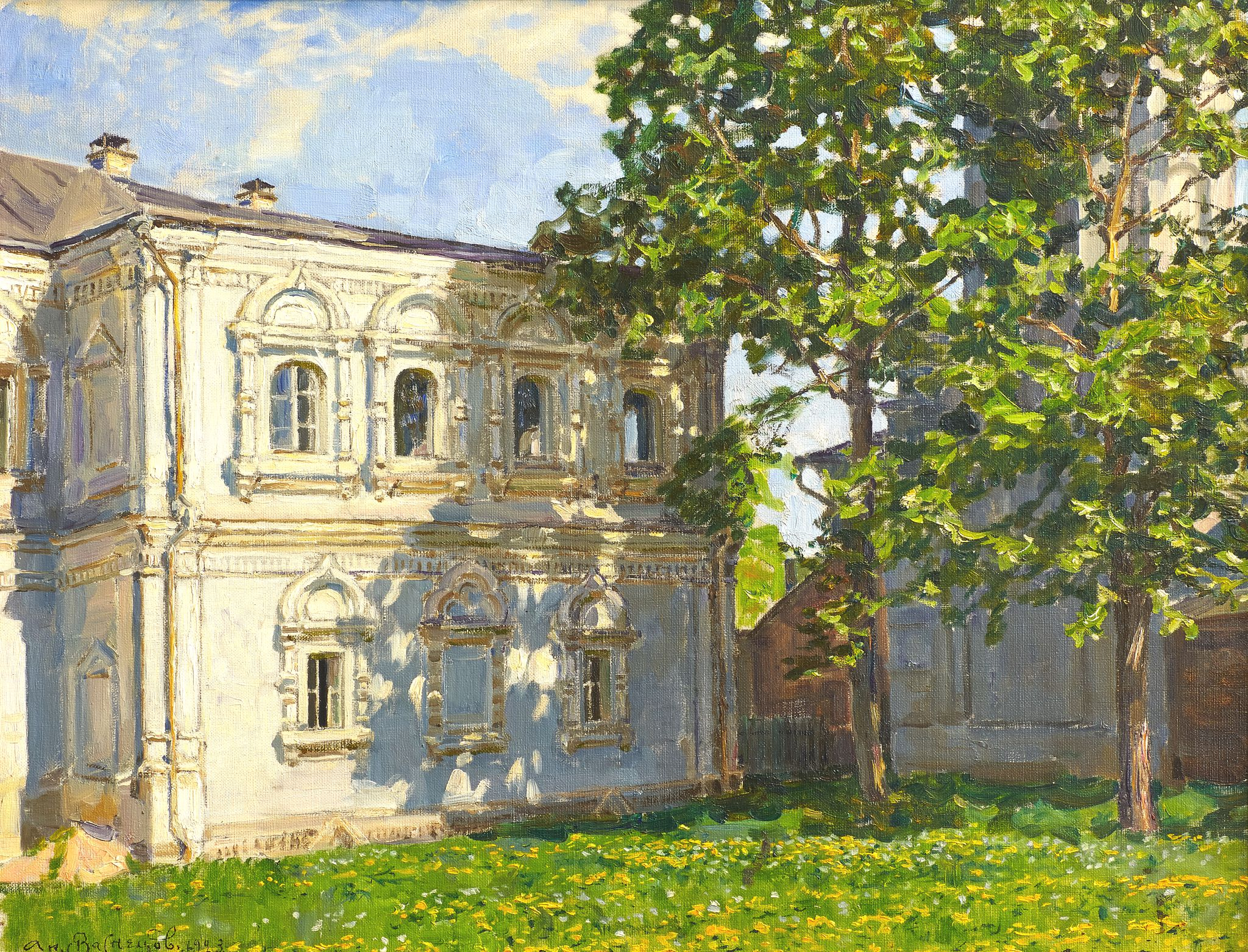
Dom Towarzystwa Archeologicznego
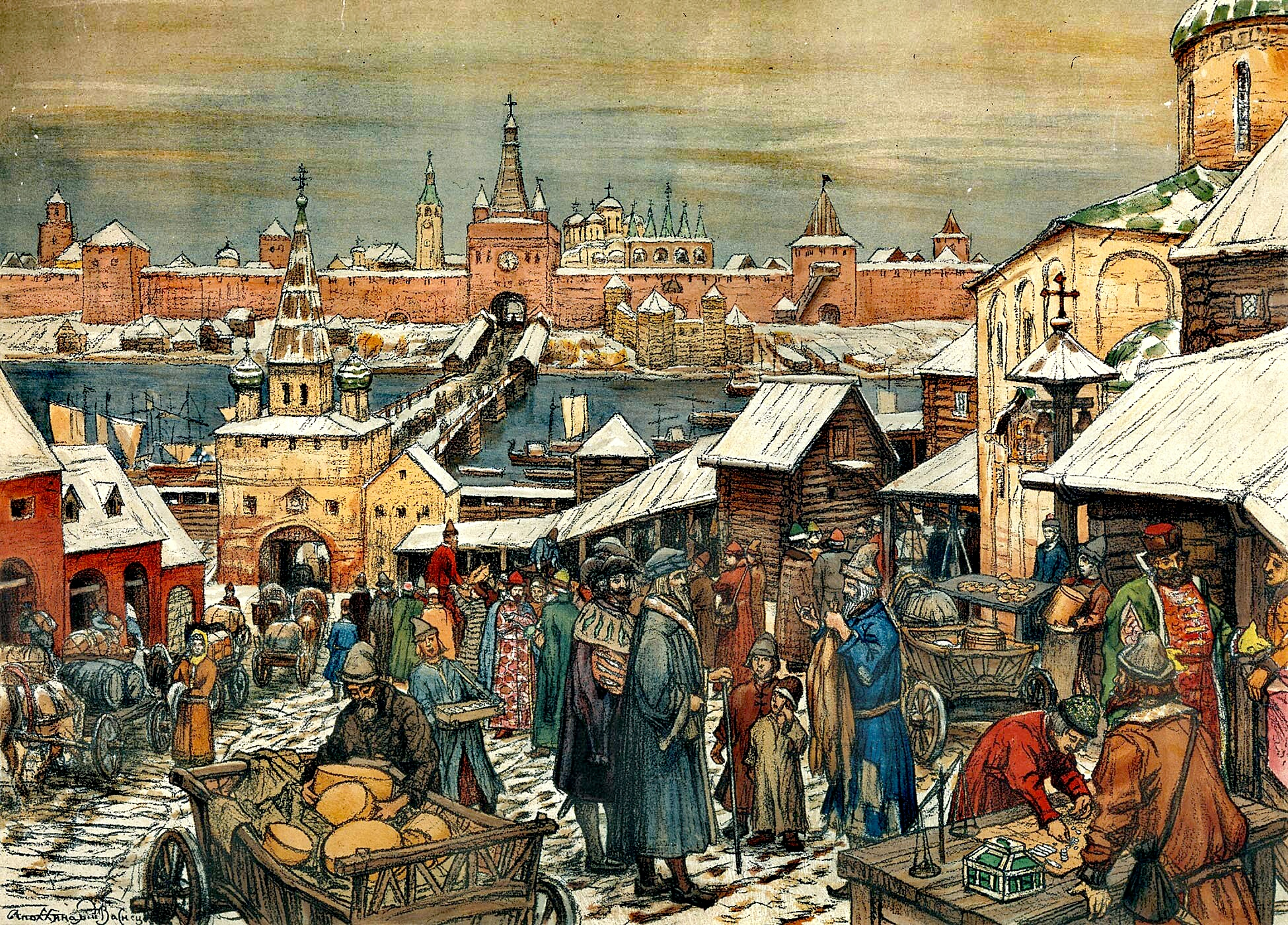
Targowisko w Nowgorodzie
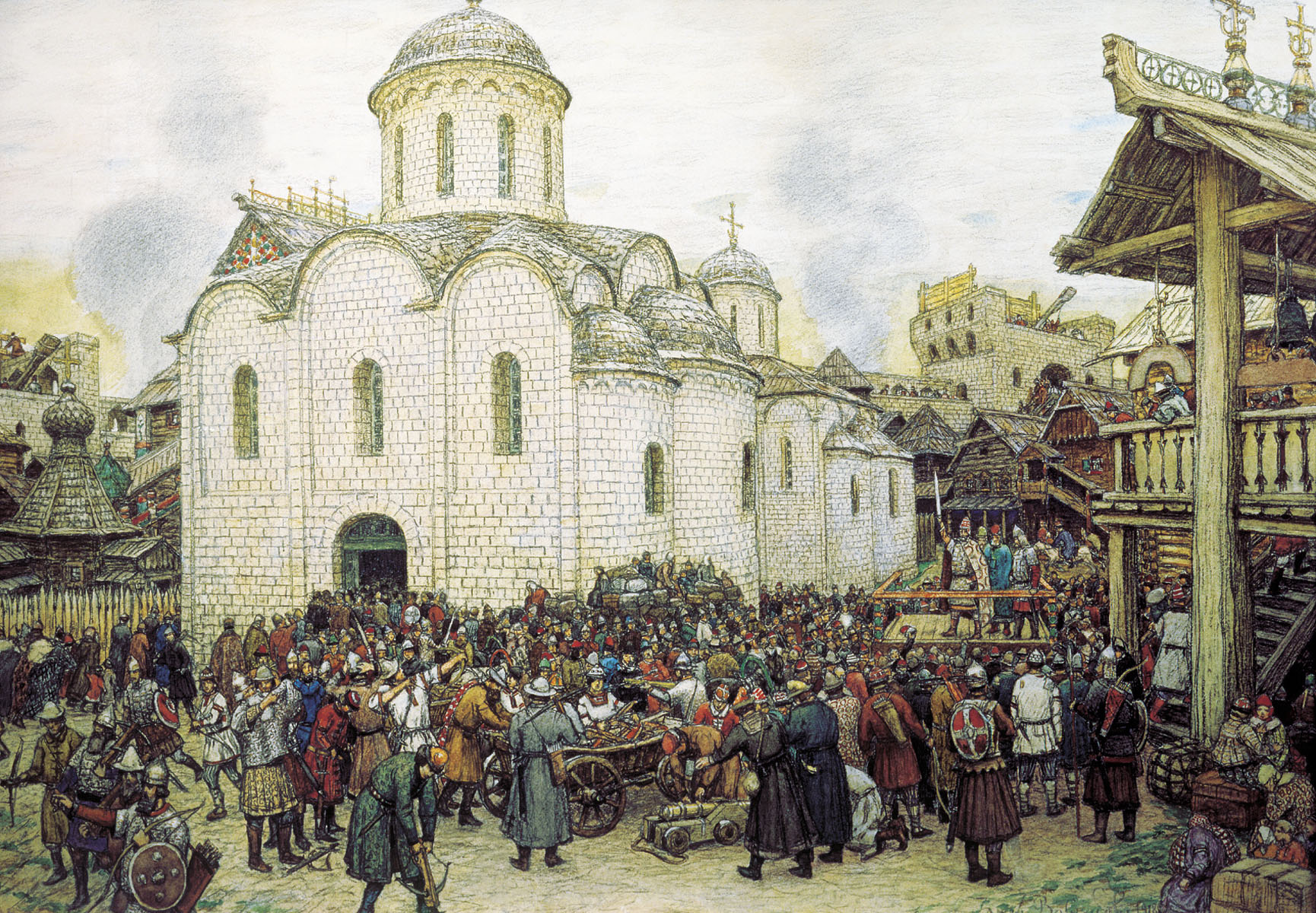
Obrona Moskwy obleganej przez chana Tochtamysza
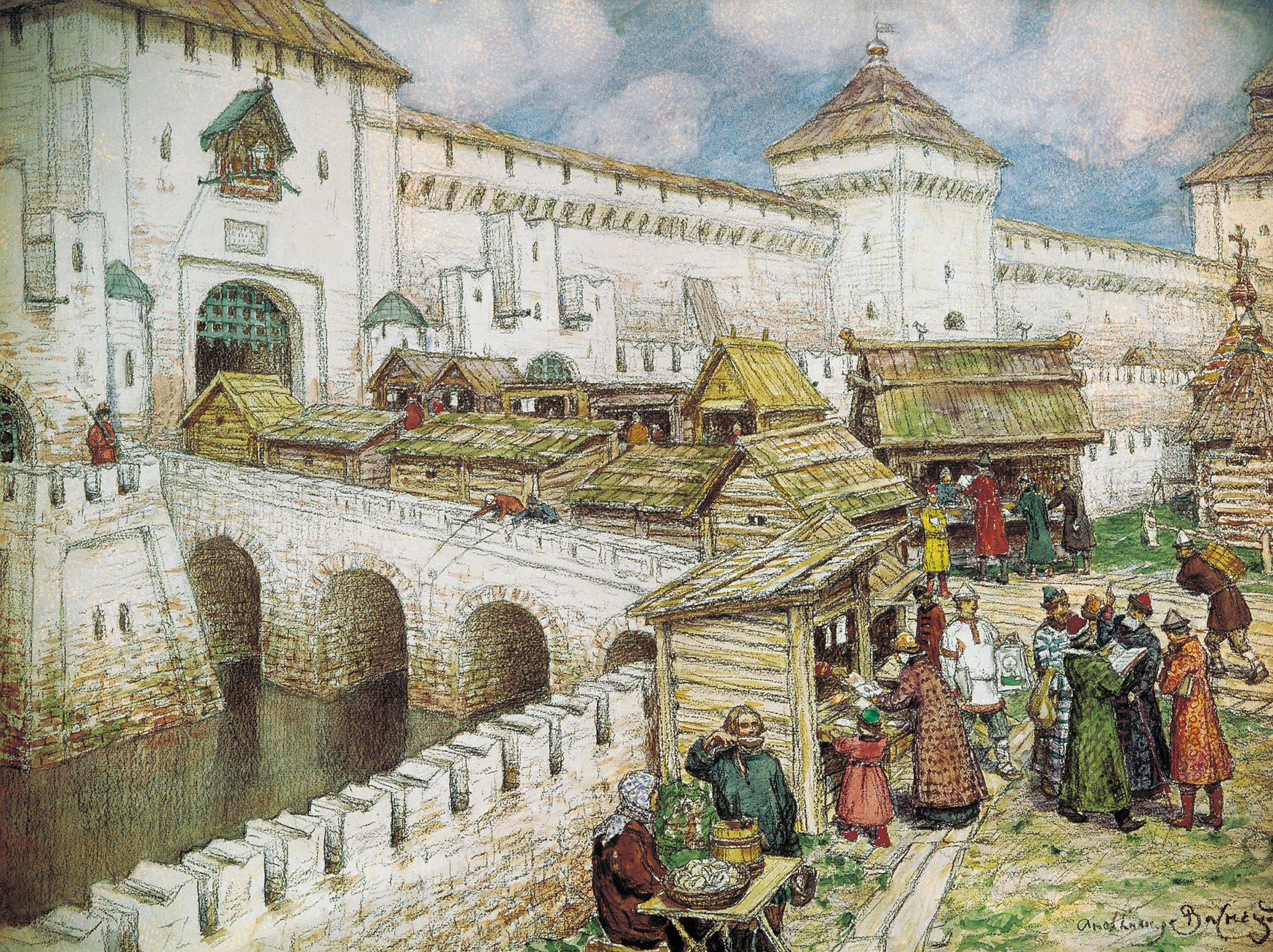
Kramy z książkami